# آنری آلاووان
آنری آلاووان (فرانسوی: Henri Alavoine‎; ۶ مارس ۱۸۹۰ – ۱۹ ژوئیهٔ ۱۹۱۶) دوچرخه‌سوار اهل فرانسه بود.